# Андерсен, Лукас (хоккеист)
Лукас Андерсен (дат. Lucas Andersen; род. 30 января 1999, Копенгаген) — датский хоккеист, нападающий.

## Карьера
Начинал свою карьеру в системе клуба «Рёдовре Майти Буллз». Некоторое время играл за молодежную команду «Йокерита» и в шведской «Карлскруне», после чего нападающий вновь вернулся на родину.

## В сборной
Входил в состав юниорских и молодежной сборной страны. В 2024 году Филип Шульц дебютировал за главную национальную команду на Чемпионате мира в Чехии. В заявку он был включен вместо травмированного Оливера Кьера. Всего на дебютном турнире он провел две игры против Великобритании (4:3) и Финляндии (1:3).